# Lilium ciliatum

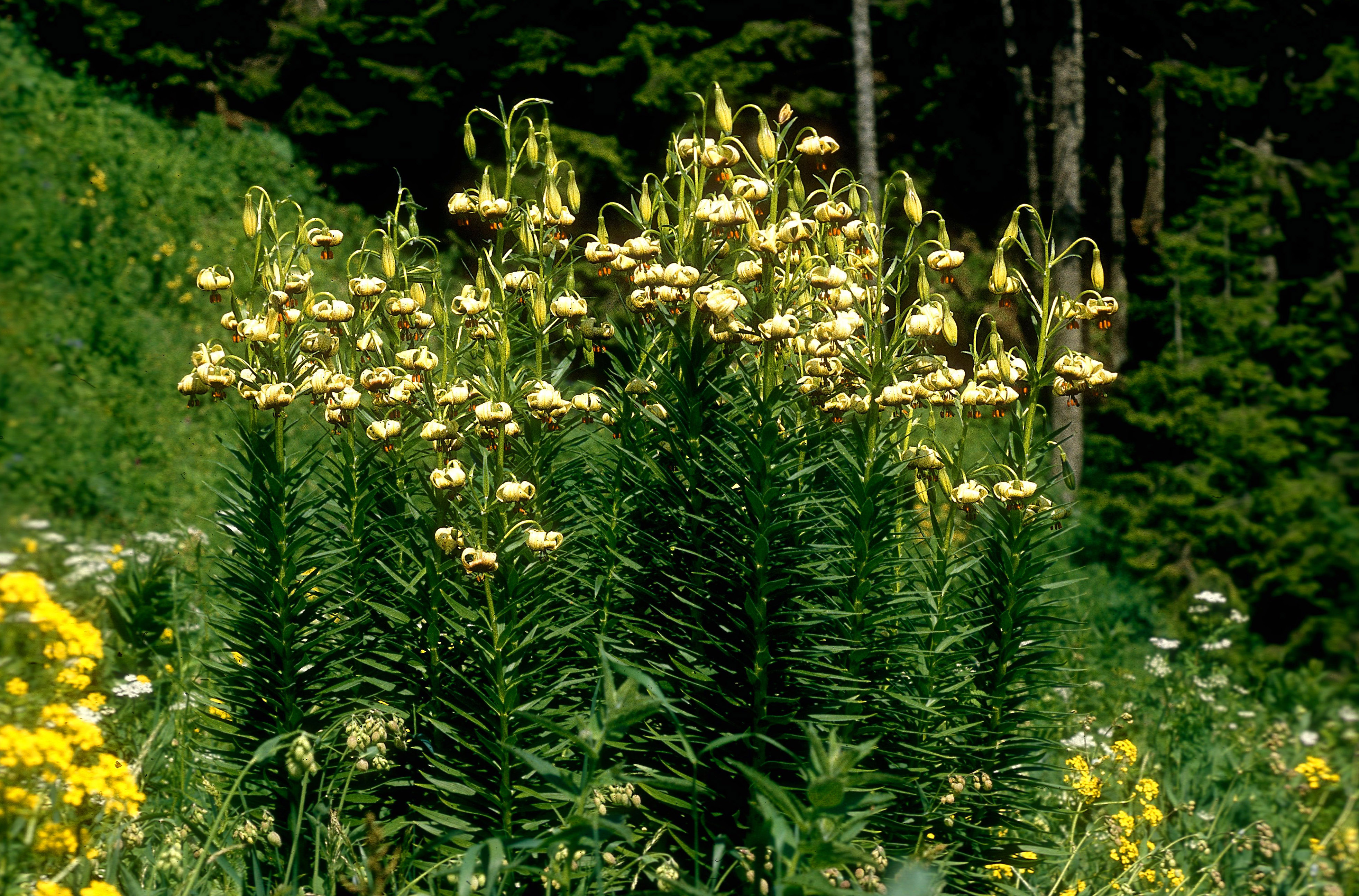
Lilium ciliatum na natureza.

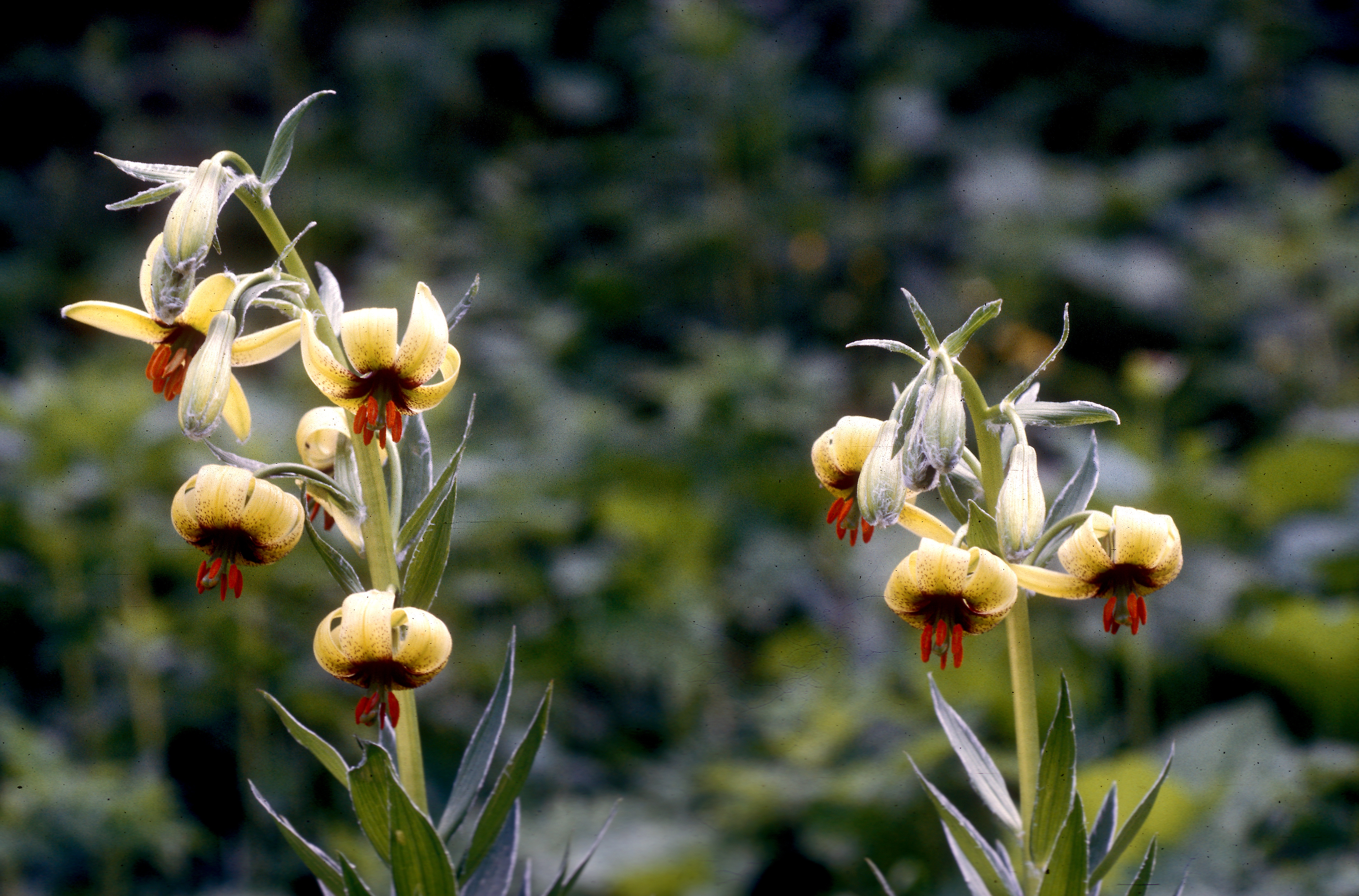
Lilium ciliatum em flor.

Lilium ciliatum é uma espécie de planta com flor, pertencente à família Liliaceae.
A planta rara na natureza é nativa do sudeste da Europa, com ocorrências na Turquia e Irã, aparecendo a uma altitude entre 1500 e 2400 metros.